# مارلي واتكينز
مارلي واتكينز (بالإنجليزية: Marley Watkins)‏ هو لاعب كرة قدم بريطاني في مركز الوسط، ولد في 17 أكتوبر 1990 في لويشام ‏ في المملكة المتحدة. لعب مع سوانزي سيتي ونادي إنفرنيس ونادي باث سيتي ونادي بارنسلي ونادي تشيلتنهام تاون لكرة القدم ونادي هيرفورد.

## وصلات خارجية
- مارلي واتكينز على موقع قاعدة بيانات كرة القدم.إي يو (الإنجليزية)
- مارلي واتكينز على موقع ناشيونال فوتبول تيمز (الإنجليزية)
- مارلي واتكينز على موقع Soccerbase.com (لاعب) (الإنجليزية)
- مارلي واتكينز على موقع Soccerway.com (الإنجليزية)